# Gottfried I. (Niederlothringen)
Gottfried I. (* 940/945; † 5. August 964 in Rom), aus der Familie der Matfriede, war 958 Graf im Hennegau, 962 Graf im Gillgau und von 959 bis 964 Herzog von Niederlothringen. Er war der älteste Sohn des Pfalzgrafen Gottfried von Lothringen, Graf im Jülichgau († 1. Juni nach 949) und der Ermentrud von Frankreich (* 908/916), einer Tochter König Karls des Einfältigen aus der Familie der Karolinger. Väterlicherseits war er mit den herrschenden Liudolfingern verwandt.
Erzbischof Brun von Köln (953–965), der Bruder Ottos I. sowie Erzieher und Freund Gottfrieds, setzte diesen – vermutlich als Nachfolger seines Vaters, des Pfalzgrafen – als seinen Stellvertreter in Lothringen ein, wobei das Jahr der Amtsübernahme nicht zu klären ist. Im Juni 958 erhielt Gottfried die Besitzungen des abgesetzten Grafen Reginar III. zugesprochen. Ein Jahr später erhielt er für Niederlothringen den Herzogstitel.
Gottfried begleitete Otto I. auf seinen Italienzug, wo er im Sommer 964 – ebenso wie Erzbischof Heinrich I. von Trier und viele andere – nach der Belagerung und Eroberung der Stadt an einer Seuche starb, ohne Nachkommen zu hinterlassen.
Gottfried kann kein hohes Alter erreicht haben, da er vom Erzbischof Brun erzogen wurde, der selbst Jahrgang 925 war und sein kirchliches Amt im Jahr 953 antrat; die Geburt Gottfrieds zwischen 940 und 945 erscheint somit wahrscheinlich.